# Rumilly, Pas-de-Calais

Rumilly este o comună în departamentul Pas-de-Calais, Franța. În 1 ianuarie 2022 avea o populație de 239 de locuitori.